# Jaunius
Jaunius ist ein litauischer männlicher Vorname, abgeleitet vom Wort jaunas (jung).

## Personen
- Jaunius Jasinevičius (* 1996), Eishockeyspieler
- Jaunius Simonavičius (* 1954),  Ökonom und ehemaliger Politiker, Vizeminister für Finanzen
- Jaunius Žiogas (* 1973),  Manager, 1999 Leiter der nationalen Steuerinspektion